# Коефіцієнт різнозернистості ґрунту (піску)
Коефіцієнт різнозернистості ґрунту (піску) (рос. коэффициент разнозернистости ґрунта (песка) η; англ. coefficient of uniformly grained structure of soil (sand); нім. Koeffizient m der Verschiedenkörnigkeit f vom Grund (Sand)) — відношення діаметрів:
η = d60/d10,
де d60, d10  - діаметр частинок різнозернистого ґрунту, маса яких разом з масою частинок, що мають діаметр менший за d60 або відповідно d10, становить 60 % або відповідно 10 % маси ґрунту.